# Munkfors distrikt
Munkfors distrikt är ett distrikt i Munkfors kommun och Värmlands län. Distriktet ligger omkring Munkfors i mellersta Värmland. 

## Tidigare administrativ tillhörighet
Distriktet inrättades 2016 och utgörs av en del av området som Munkfors köping omfattade till 1971 och som före 1949 utgjorde en del av Ransäters socken.
Området motsvarar den omfattning Munkfors församling hade 1999/2000 och fick 1918 efter utbrytning ur Ransäters församling.

## Tätorter och småorter
I Munkfors distrikt finns en tätort och en småort.

### Tätorter
- Munkfors (del av)

### Småorter
- Forsudden och Mossängen